# Tingsryds pastorat
Tingsryds pastorat är ett pastorat i Njudung-Östra Värends kontrakt i Växjö stift i Svenska kyrkan.
Pastoratet omfattar hela Tingsryds kommun i Kronobergs län. Pastoratet bildades 2010, utgjorde till 2014 även Tingsryds kyrkliga samfällighet, och omfattar följande församlingar:
Pastoratskoden är 061213 (var före 2020 060113.)
- Tingsås församling
- Väckelsångs församling
- Södra Sandsjö församling
- Linneryds församling
- Älmeboda församling
- Urshults församling
- Almundsryds församling